# Urville (Calvados)
Urville é uma comuna francesa na região administrativa da Normandia, no departamento Calvados. Estende-se por uma área de 6,03 km². Em 2010 a comuna tinha 687 habitantes (densidade: 113,9 hab./km²).